# Самурай (роман)
«Самурай» (яп. «侍») — исторический роман японского писателя Сюсаку Эндо. Действие происходит в XVII веке. Группу японских самураев, низкого ранга, во в главе с Хасэкурой Цунэнагой, а также с переводчиком Луисом Сотело, который является католическим священником-миссионером, отправляют с первой в истории Японии дипломатической миссией в Новую Испанию (Мексика), в Испанию, а затем в Ватикан. Книга основана на реальных исторических событиях.

## Сюжет

### Подготовка путешествия

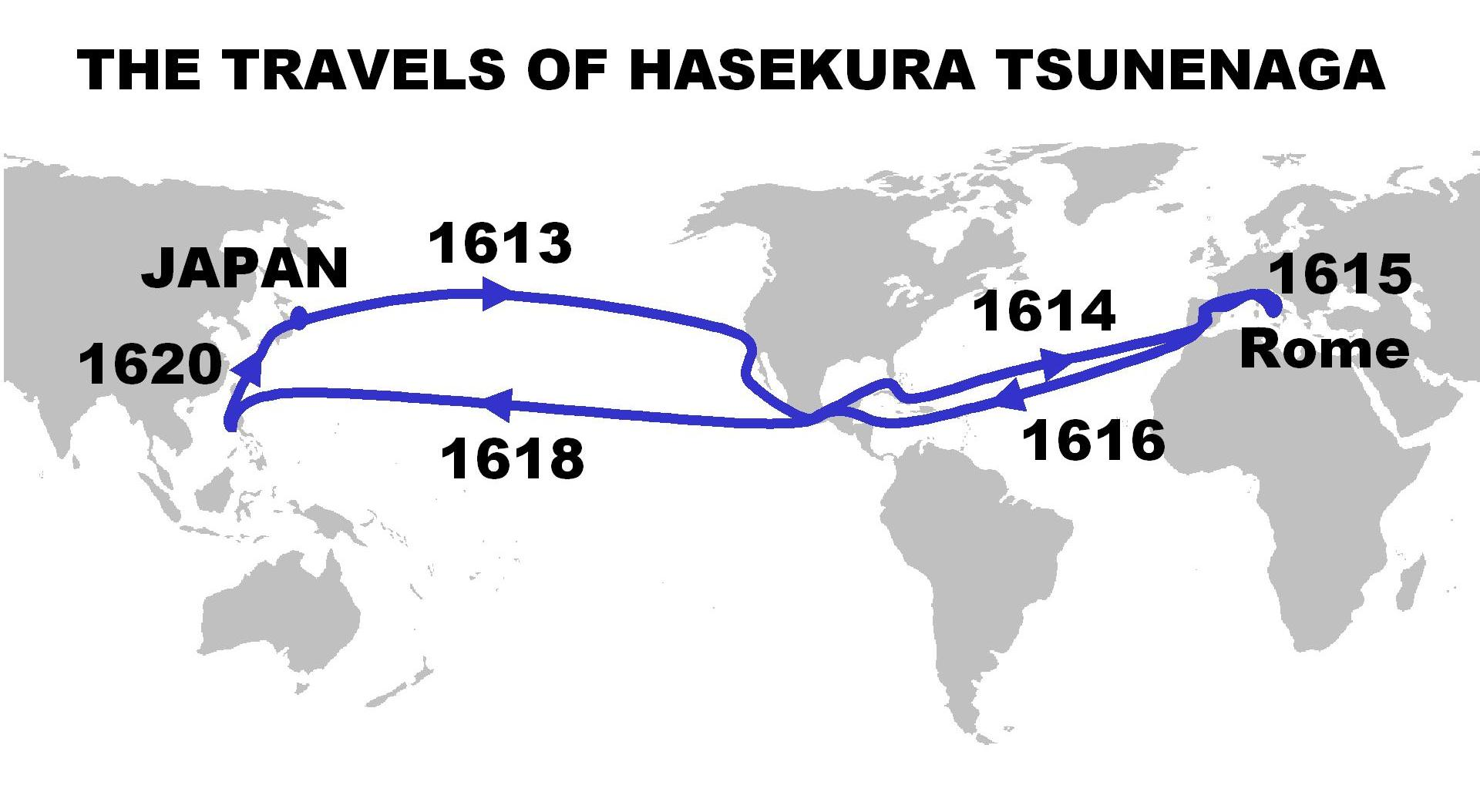
Карта путешествия миссии, с указанием дат

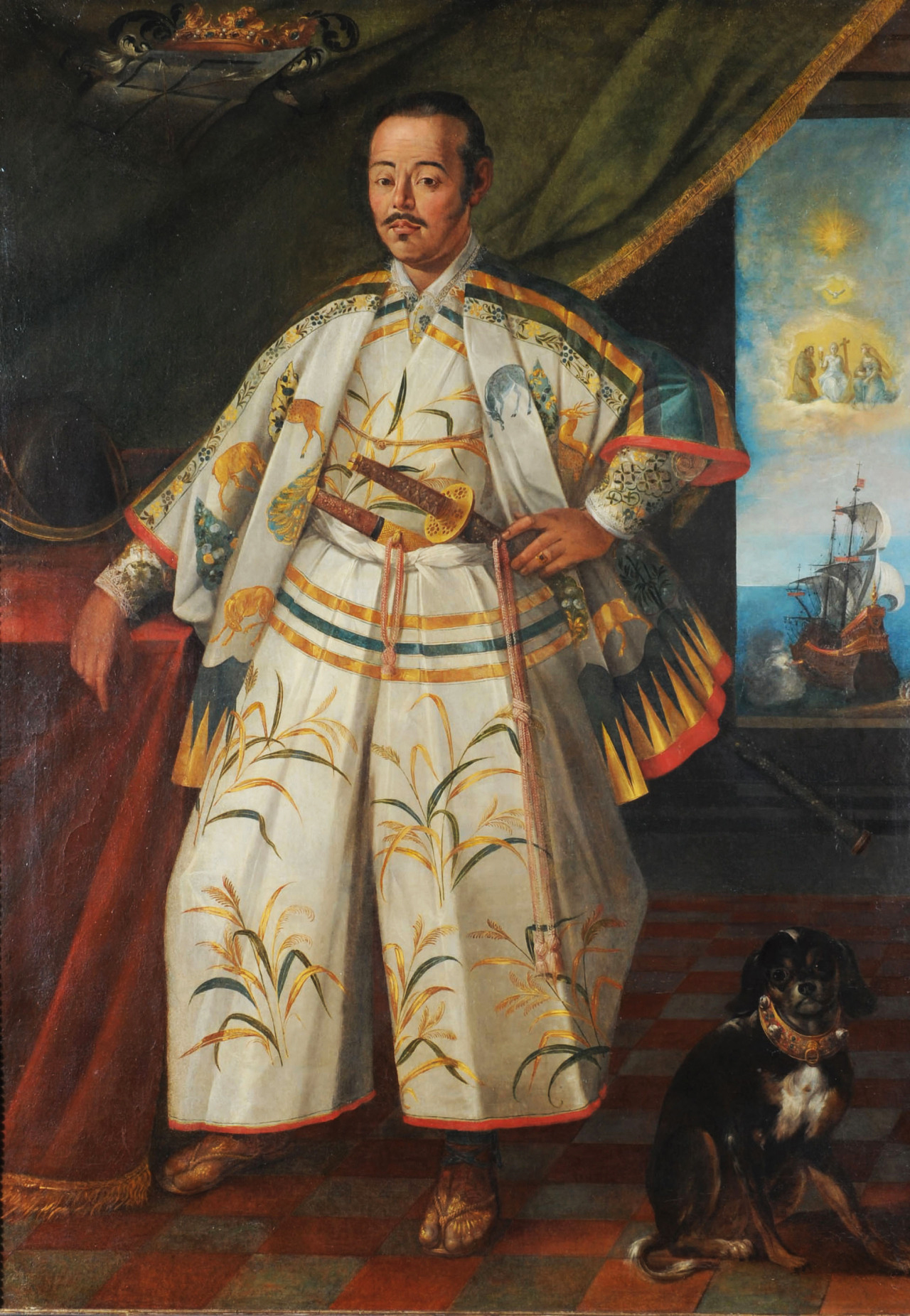
Хасэкура Цунэнага в Риме

Япония XVII век, в стране устанавливается новый сёгунат Токугавы. Между Японией и Испанией к тому времени существовала торговля, но через буфер в виде Филиппин. Также в Японии какое-то время велась католическая миссионерская деятельность. В целом удачно, пока Орден Иезуитов, имевший исключительное право на распространение веры в Японии, не начал перегибать палку: сжигая буддийские храмы, приобретая японские земли и извлекая выгоду из этого. Начались гонения на христиан, в некоторых провинциях христианство было полностью запрещено.
В это время, у берегов Японии терпит крушение тяжёлый испанский фрегат. Испанская команда практически не пострадала и японские власти делают им предложение построить корабль под их руководством, чтобы они смогли вернуться домой. К тому времени у японцев были лишь маленькие судна, для перемещения между внутренними островами. В обмен на то, что это судно доставит в Новую Испанию дипломатическую миссию для установления торговых отношений с Испанией. Началось строительство корабля.
В это время непосредственный командир Самурая господин Исида, приказывает ему и трём слугам собираться для выполнения дипломатической миссии в странах «южных варваров». Это является настоящим шоком для самурая столь низкого ранга, но он безропотно выполняет приказ и является на сбор с другими тремя посланниками, такими же как он самураями. Их имена — Тюсаку Мацуки, Тародзаэмон Танака и Кюскэ Ниси. Переводчиком к ним приставляют падре Веласко. Католический священник-миссионер, который проповедовал в Японии около 10 лет. Он преследует свои цели в этом путешествии, его заветная мечта стать епископом Японии. Корабль отплывает.

### Новая Испания (Мексика)
Спустя три месяца плавания они прибывают в Новую Испанию, Акапулько. Отправляют гонцов в Мехико, чтобы узнать что делать с неожиданным посольством японцев. Наконец японцам разрешают сойти на берег. Миссия отправляется в Мехико. С помощью манипуляций, отец Веласко склоняет японцев-торговцев принять христианство, чтобы улучшить свои шансы на успешную торговлю. Таким образом он поднимает японцев в глазах знати Мехико и добивается аудиенции у вице-короля. Но тот отказывается принимать какое то решение по установлению торговых связей с Японией, ссылаясь на отсутствие полномочий, он предлагает японцам отправиться в Испанию на аудиенцию к королю. Миссия отправляется в порт города Веракрус, чтобы отправиться в плавание в Испанию. Все, кроме Тюсаку Мацуи, который предпочёл вернуться в Японию, посчитав, что миссия выполнена.

### Испания

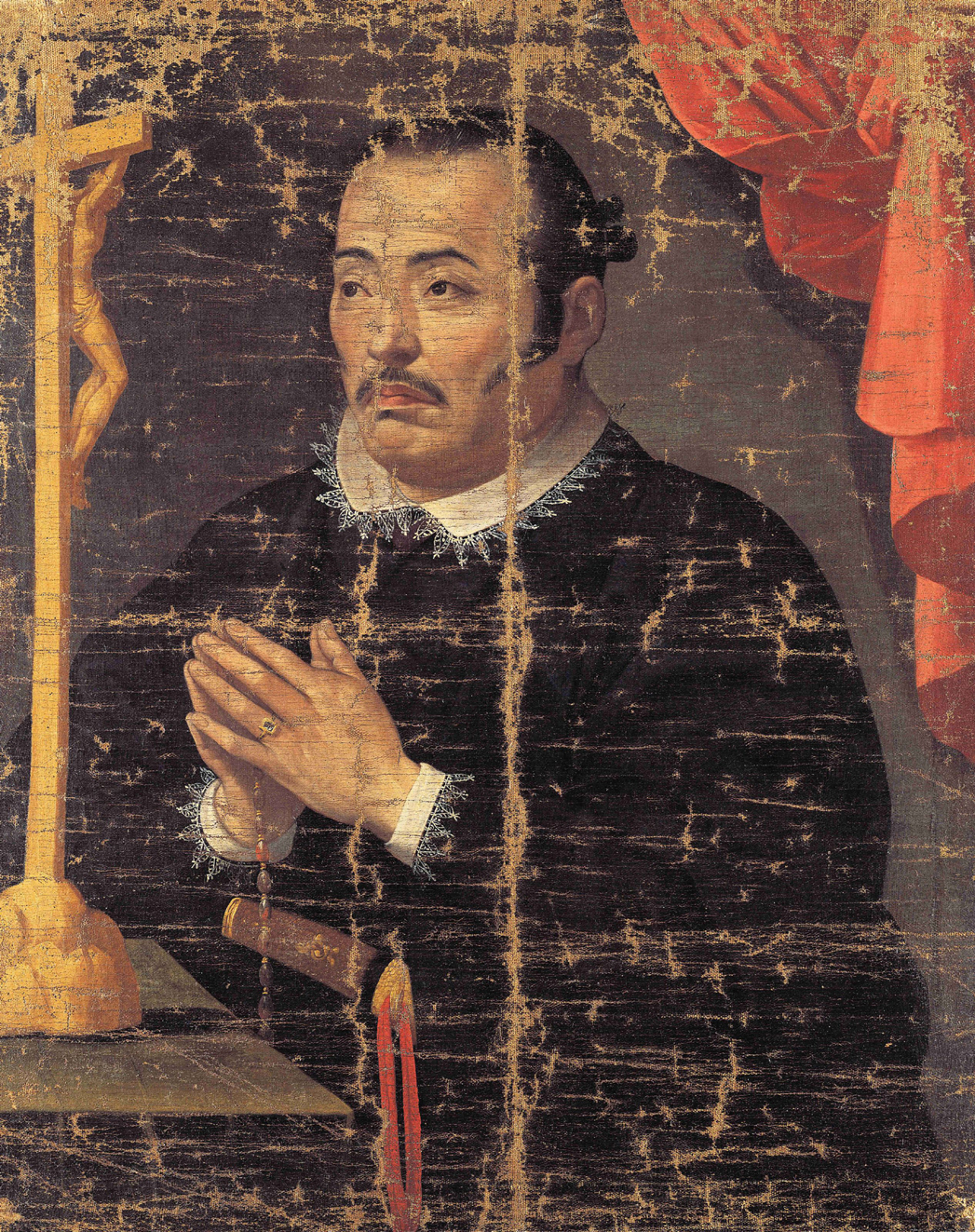
Хасэкура после принятия христианства Мадрид

Спустя год плаванья, корабль причалил в порту родного города Веласко Севильи. Спустя какое то время посланники отправляются в Мадрид, но никак не могут добиться аудиенции у короля Испании. Этому препятствует орден Иезуитов. Всё должно решится на собрании епископов, в диспуте между отцом Веласко и падре из ордена Иезуитов. После собрания становится понятно, что для успеха миссии японцы должны принять христианство. После долгих раздумий они соглашаются. На повторном собрании епископов решение в пользу Веласко практически принято, но тут приходит срочное послание, что любая миссионерская деятельность в Японии полностью запрещена властями, начались гонения и казни христиан. Все посланники раздавлены этим известием. Но Веласко предлагает последнее путешествие, в Ватикан, на аудиенцию к Папе. Японцы, больше от безысходности, соглашаются.

### Ватикан
Путешествие в Рим занимает ещё год. Веласко добивается исторической аудиенции у Папы, но эта встреча была всего лишь формальностью. Японцы возвращаются домой.

### Возвращение в Японию
Прошло четыре года трудного пути назад. Танака делает себе харакири. Самурай и Ниси остаются вдвоём. Веласко сходит с корабля на Филиппинах, так как ему запрещено появляться в Японии. У родных берегов посланников никто не ждал, и все очень удивились их появлению. Они были приняты представителями Совета старейшин, среди которых был их старый знакомый Тюсаку Мацуки, который за это время сделал карьеру. Посланники сознаются в том, что они приняли христианство. Их заставляют письменно отречься от веры и отправляют в свои владения.
Падре Веласко решает вернуться в Японию для продолжения миссионерской деятельности. Но не успел он сойти на берег, как его ловят и сажают в тюрьму для христиан. Тем временем Самурая вызывает господин Исида и сообщает, что его казнят из-за высших политических игр, в которые он оказался впутан.
Книга заканчивается тем, что Веласко сжигают на костре. Перед этим ему сообщают, что Ниси и Самурая тоже казнили.

## Персонажи

### Самурай
Хасэкура Цунэнага — главный герой произведения, в книге Эндо называет его не по имени, а просто «Самурай».Самурая звали Рокуэмон или просто по домашнему Року. Фамилия неизвестна. Низкого роста, крепкого телосложения, приплюснутый нос, около 30 лет, широкие скулы и длинные чёрные волосы завязанные на голове белой лентой. Хасэкура самурай низкого ранга, он является главой своего рода. У него есть земли в долине Ято, на которых Хасэкура трудится наравне с крестьянами, чтобы исправно выплачивать подать в виде еды. Раньше, ещё до рождения самурая, род Хасэкуры владел богатыми землями Курокавы, но их переселили, как и многих других самураев, на неплодородные земли — это было наказанием для отца Хасэкуры. В этой несправедливости отражается покорная черта характера самурая, он готов смиренно терпеть любые трудности и испытания. 

### Падре Веласко
Прототипом этого персонажа стал реальный человек Луис Сотело. Член ордена Святого Франциска, причислен к лику блаженных Папой Пием IX в 1867 году. Эндо раскрывает неоднозначность характера Веласко. При том что он совершенно истинный и искренний падре, Веласко манипулирует японцами, не знающими языка чужих стран, практически всё повествование. Падре очень любит Японию, в которой он прожил много лет и хочет распространять веру именно в этой опасной стране. В его жилах течёт кровь завоевателей и Веласко тоже, своего рода, завоеватель, он хочет стать епископом Японии. Отрицательно относится к Ордену Иисуса, препятствующему его планам.

### Тородзаэмон Танака
Как самый старший из японцев, всегда соблюдает приличия и очень боится потерять лицо перед «южными варварами». Коренастый и плотный. Неодобрительно относится к манере поведения легкомысленного Кюскэ Ниси. Надеется на возврат своих земель после выполнения возложенной на них миссии. Когда выясняется, что задача не может быть выполнена, делает харакири.

### Кюскэ Ниси
Самый молодой из посланников. Очень любознательный молодой человек с белозубой улыбкой. Ниси воспринял эту миссию, как приключение, со свойственной молодости горячностью, всячески проявлял любознательность. Изучал корабельное дело, устройство компаса, испанский язык. Первый из посланников решился на принятие христианства.

### Тюсаку Мацуки
Худой и тёмнолицый самурай, постоянно анализировал ситуацию, в которую попал со своими спутниками. Обладает незаурядным умом, что позволило ему принять правильное решение и не плыть дальше с посланниками из Новой Испании в Мадрид, а вернуться в Японию. У самураев были подозрения, что Мацуки шпион Совета старейшин, приставленный к ним. Это отчасти подтверждается тем, что, вернувшись, Ниси и Самурай обнаруживают, что Мацуки сделал карьеру и занимает должность при Совете старейшин.

## Сюсаку Эндо о «Самурае»
Что касается «Самурая», у меня не было желания писать исторический роман. Я был вдохновлён биографией Хасэкуры <…>. Это перестройка моего внутреннего духовного я, поэтому эту книгу нельзя назвать историческим романом, в полном смысле этого слова. Чем больше я углублялся в расследование, тем больше я понимал, что здесь есть человек на которого я мог бы отразить себя — Хасэкура и я были как один человек. 
Исходя из этих слов, легко обнаружить автобиографические элементы включенные в образ Хасэкуры. И прежде всего это трудности с принятием новой для себя веры, которые были, как у Эндо, так и Хасэкуры.

## Награда
За эту книгу Сюсаку Эндо стал лауреатом главной литературной премии Японии имени Сэйдзи Номы в 1980 году.